# Limnophila oiticicai
Limnophila oiticicai är en tvåvingeart som beskrevs av Alexander 1948. Limnophila oiticicai ingår i släktet Limnophila och familjen småharkrankar. Inga underarter finns listade i Catalogue of Life.